# Kościół Madonna dell’Orto w Wenecji
Kościół Madonna dell’Orto (pol. Kościół Madonny z Ogrodu Warzywnego) – rzymskokatolicki kościół w Wenecji, w dzielnicy (sestiere) Cannaregio. Administracyjnie należy do Patriarchatu Wenecji. Jest kościołem parafialnym parafii S. Cristoforo Martire (vulgo Madonna Dell’orto), wchodzącej w skład wikariatu Cannaregio–Estuario. Dedykowany pierwotnie Świętemu Krzysztofowi Męczennikowi. Obecna dedykacja kościoła pochodzi od posągu Madonny, który został znaleziony w 1377 roku w pobliskim ogrodzie warzywnym (wł. orto), i któremu zaczęto wkrótce przypisywać cudowne łaski.
Jest miejscem pochówku Tintoretta, stąd popularnie bywa nazywany kościołem Tintoretta (wł. la chiesa del Tintoretto).

## Historia
Kościół i klasztor zostały założone w tym miejscu około 1350 roku przez przybyły z Lombardii zakon humiliatów. 21 stycznia 1377 roku w kościele został pochowany Tiberio da Parma, przeor Zakonu i przypuszczalny projektant kościoła, który nosił początkowo wezwanie Świętego Krzysztofa Męczennika, patrona gondolierów. W trakcie budowy świątyni odnaleziono w pobliskim ogrodzie warzywnym niedokończony posąg Madonny, wyrzeźbiony przez Giovanniego de Santi dla kościoła Santa Maria Formosa, którego proboszcz odrzucił jednak to dzieło. Gdy posąg zaczął zyskiwać opinię cudownego, zakupiła go Scuola di San Cristoforo, chcąc w ten sposób zwiększyć wpływy z ofiar, przeznaczone na pokrycie kosztów prac budowlanych. 18 czerwca 1377 roku umieściła go na głównym ołtarzu. Od tego czasu kościół stał się znany jako Madonna dell’Orto. Gdy fundamenty północnego krańca kościoła zaczęły osiadać, zakon otrzymał 200 dukatów na jego odbudowę. W wyniku odbudowy po 1399 roku całkowicie zmienił się wystrój wnętrza, zbudowano również nową fasadę oraz nowy i większy klasztor.

### XV–XVI wiek
17 grudnia 1461 roku zakon humiliatów skasowano, zastąpiło go zgromadzenie Kanoników Regularnych na San Giorgio in Alga, do którego należał pierwszy patriarcha Wenecji, Wawrzyniec Iustiniani. W 1473 roku zakończono prace renowacyjne. W 1483 roku został ukończony i umieszczony w fasadzie renesansowy portal dłuta Bartolemea Bona, a w 1503 roku ukończono kampanilę, jedyną w swoim rodzaju, zwieńczoną rzeźbami Zbawiciela i czterech Ewangelistów, wykonanymi w warsztacie Pietra Lombarda. W latach 1552–1569 Jacopo Tintoretto, który mieszkał nieopodal kościoła, namalował dla niego 10 obrazów, a po śmierci w 1594 roku został w kościele pochowany.

### XVII–XVIII wiek
W 1622 patriarcha Giovanni Tiepolo zlecił namalowanie cyklu obrazów świętych i błogosławionych weneckich, który pozostaje jedynym znaczącym zbiorem ikonograficznym tego rodzaju. W 1668 roku Kanonicy Regularni zostali zniesieni i zastąpieni przez cystersów z Torcello, a gdy ich dotknęła kasata w 1787 roku, kościół został powierzony duchowieństwu diecezjalnemu i stał się kościołem rektoralnym parafii San Marziale Vescovo.

### XIX wiek
Kościół, użytkowany jako stajnie, składowisko siana, sklep winiarski i prochownia, powoli niszczał. W 1841 roku podjęto jego niewielką renowację, w trakcie której rozbito kamienie pamiątkowe, zniszczono organy oraz znajdujące się w złym stanie malowidła sufitowe, otynkowano fasadę. W 1855 roku zamknięto go i zamieniono na stajnie. W 1868 roku został on ponownie konsekrowany i otwarty dla kultu. Od 1 stycznia 1876 roku stał się siedzibą parafii zachowując oryginalne wezwanie św. Krzysztofa Męczennika lub Madonny dell’Orto.

### XX wiek
W 1912 roku oraz w latach 1930–1931 przeprowadzono znaczniejsze prace konserwatorskie; w trakcie tych ostatnich usunięto skutki XIX-wiecznej renowacji. W 1931 roku kompleks kościelno-klasztorny został przekazany zakonnikom Kongregacji św. Józefa, w których gestii nadal pozostaje. Wyjątkowo duży przypływ wody z 1966 roku spowodował uszkodzenia świątyni. Po tej powodzi kościół i jego obrazy zostały w latach 1970–1980 gruntownie odrestaurowane przez fundację Venice in Peril. W latach 1987–1993 dokonano kolejnej restauracji kościoła oraz organów pod nadzorem Venice in Peril, Quaker Chiari e Forti oraz Magistrato alle Acque di Venezia.

## Architektura

### Wygląd zewnętrzny
Kościół Madonna dell’Orto wykazuje pewne podobieństwo, choć w zmniejszonej skali, do kościołów San Zanipolo i Frari – jest obszernym budynkiem, zbudowanym z włoskiej cegły (laterizio) w typowym dla XIV–XV wieku stylu gotyckim, jako założenie trójnawowe o uproszczonej architekturze zewnętrznej, z trzyczęściową fasadą. Fasada ta należy do najbardziej reprezentacyjnych w Wenecji będąc świadectwem przejścia od stylu romańskiego do gotyku, a następnie od gotyku do renesansu. Jej część centralną wypełnia renesansowy portal, udekorowany rzeźbami św. Krzysztofa (na szczycie) dłuta Mattea Ravertiego, flankowanego rzeźbami Archanioła Gabriela i Zwiastowania, będącymi prawdopodobnie wczesnymi pracami Antonia Rizza. Nad portalem znajduje się rozeta. W zbudowanych nad częściami bocznymi fasady niszach umieszczono posągi dwunastu apostołów, których autorstwo przypisywane jest Pierpaolowi dalle Masegne.
Plac przed kościołem, Campo della Madonna dell’Orto, jest jednym z niewielu zachowanych przykładów dawnej weneckiej sztuki brukarskiej. Składa się z 66 prostokątnych pól z cegieł, ułożonych w jodełkę, przedzielonych szerokim pasem centralnym, prowadzącym od drzwi kościoła aż do nabrzeża Rio della Madonna dell’Orto.

#### Kampanila
Mająca 56 m wysokości kampanila została wzniesiona w 1332 roku, a w 1503 przebudowana. Dodano wówczas komorę dzwonną, w narożnikach której ustawiono posągi apostołów. Całość wieńczy kopuła o orientalnym wyglądzie w kształcie cebuli. Na jej szczycie ustawiono rzeźbę Zbawiciela. Wszystkie rzeźby pochodzą z warsztatu Pietra Lombarda. Kampanila została odrestaurowana w 1819 roku po burzy, a w 1883 roku wymieniono w niej dzwony. Mają one napęd elektromechaniczny.

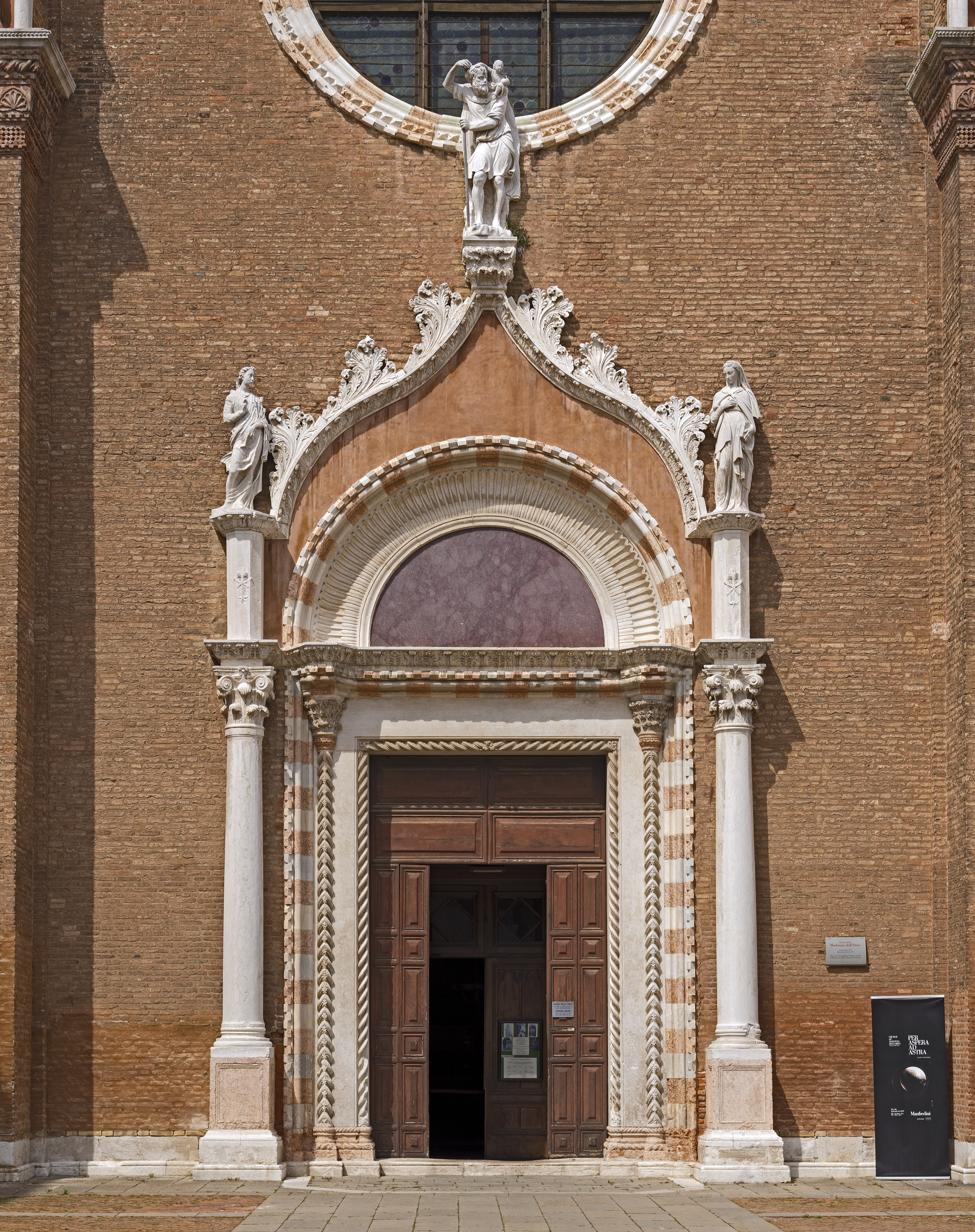
Portal
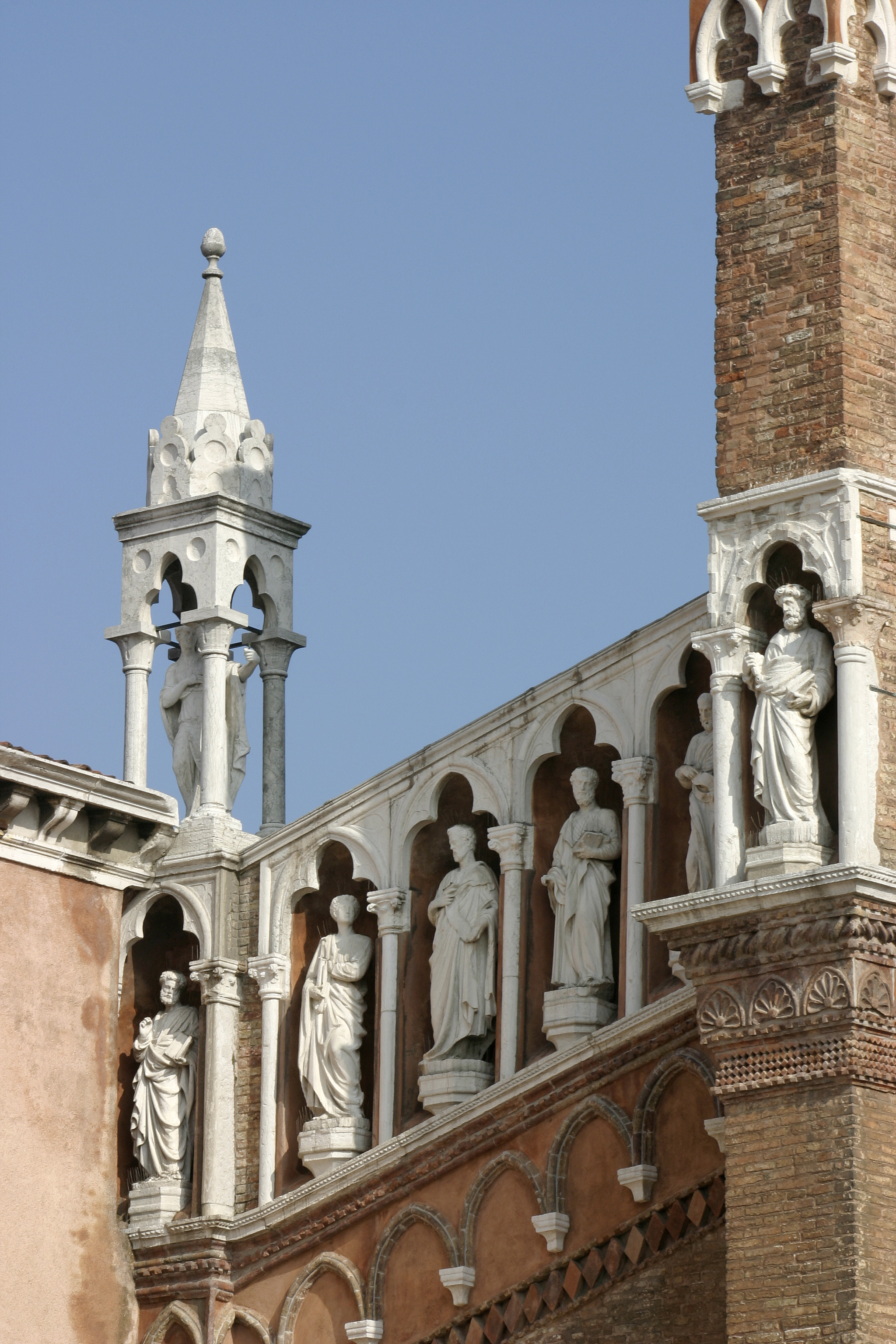
Posągi apostołów po lewej stronie fasady
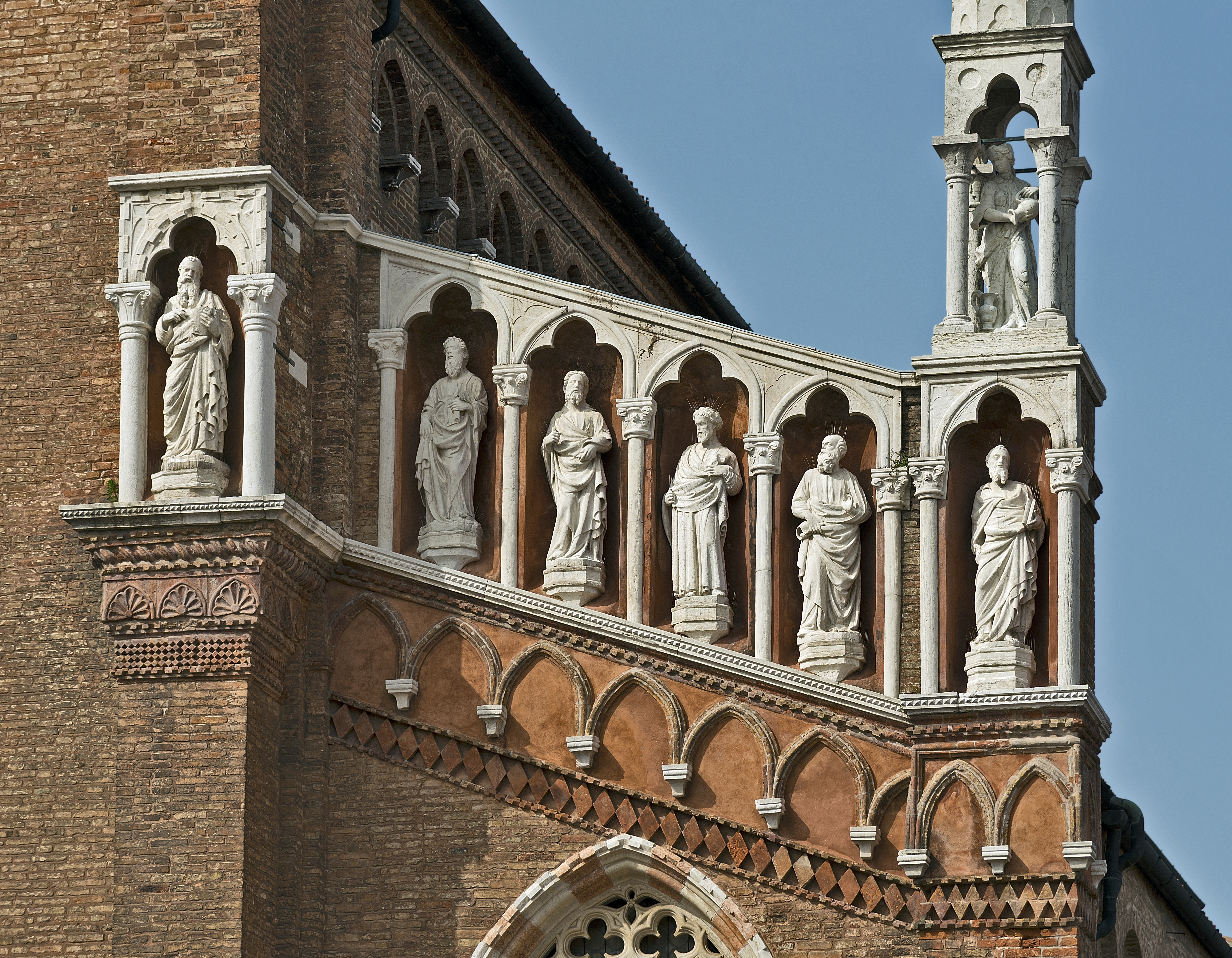
Posągi apostołów po prawej stronie fasady
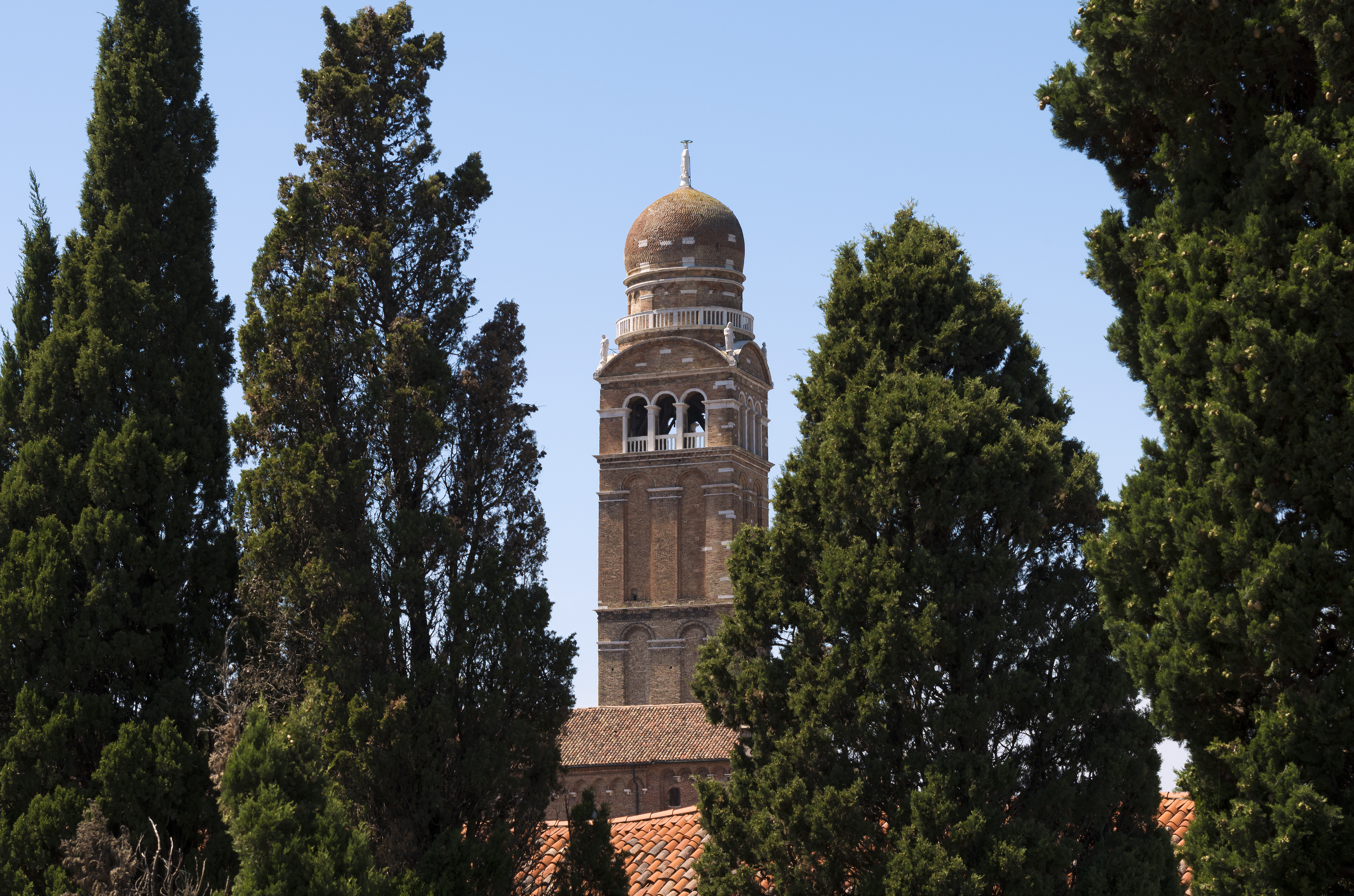
Kampanila
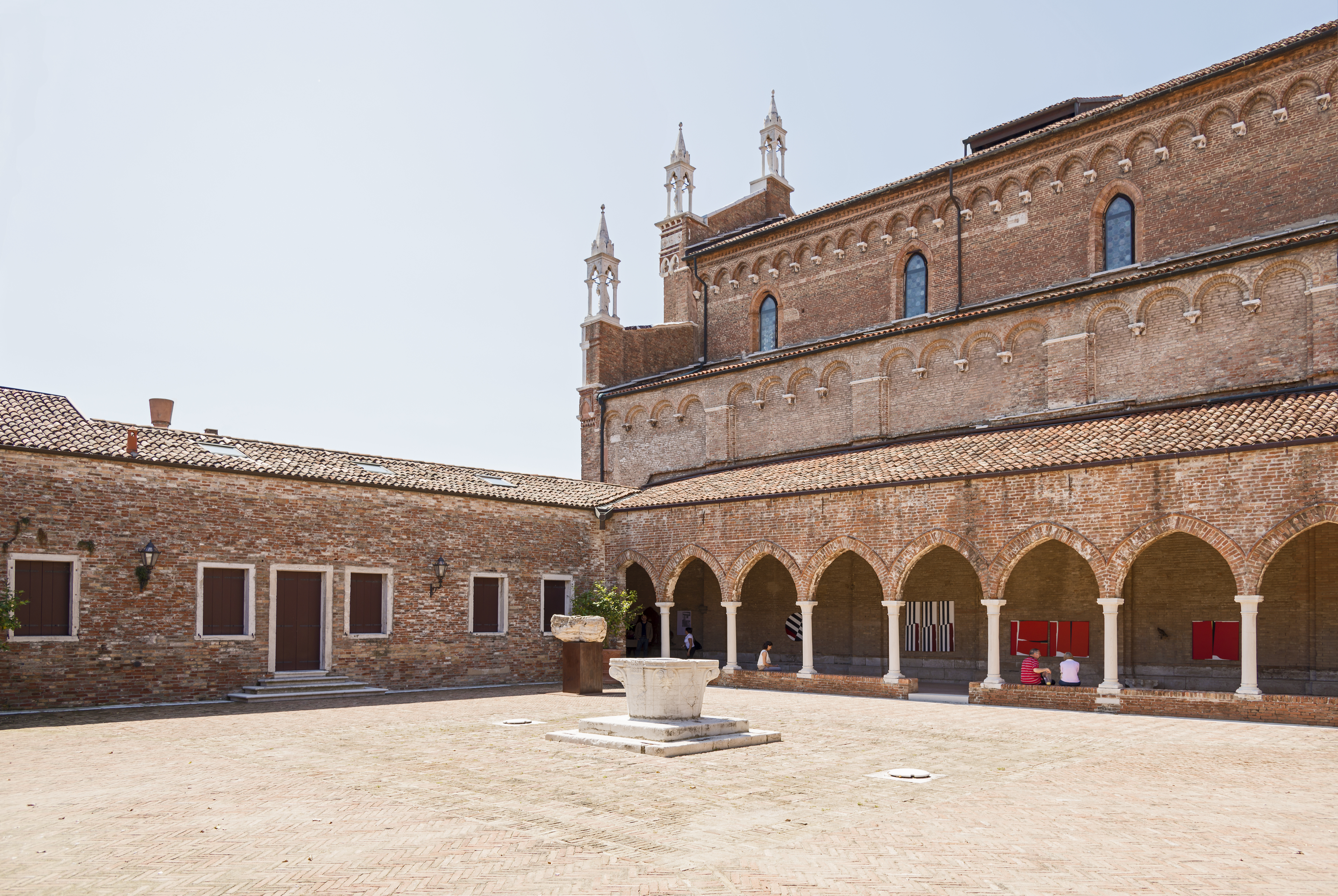
Klasztor

## Wnętrze

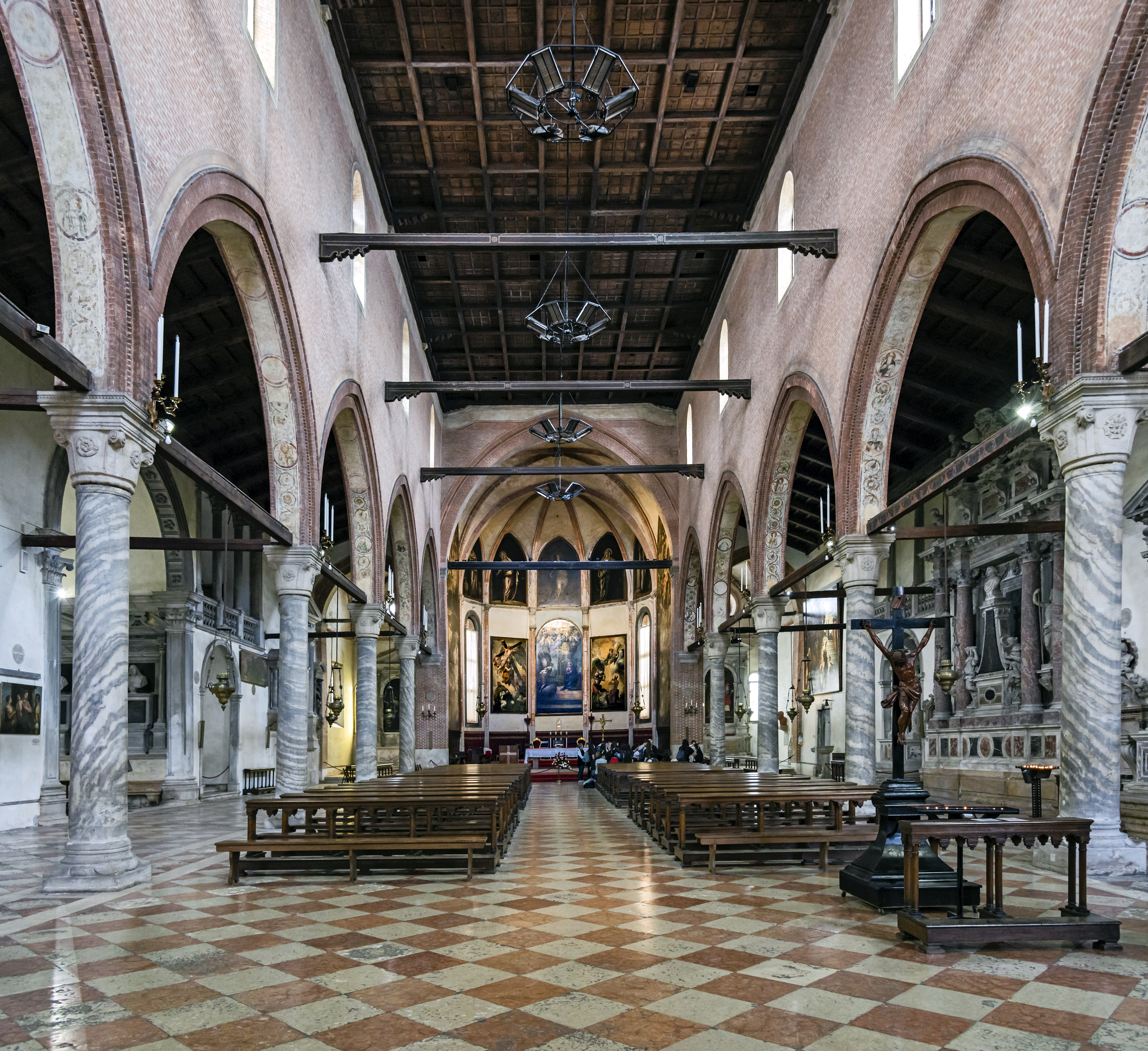
Wnętrze

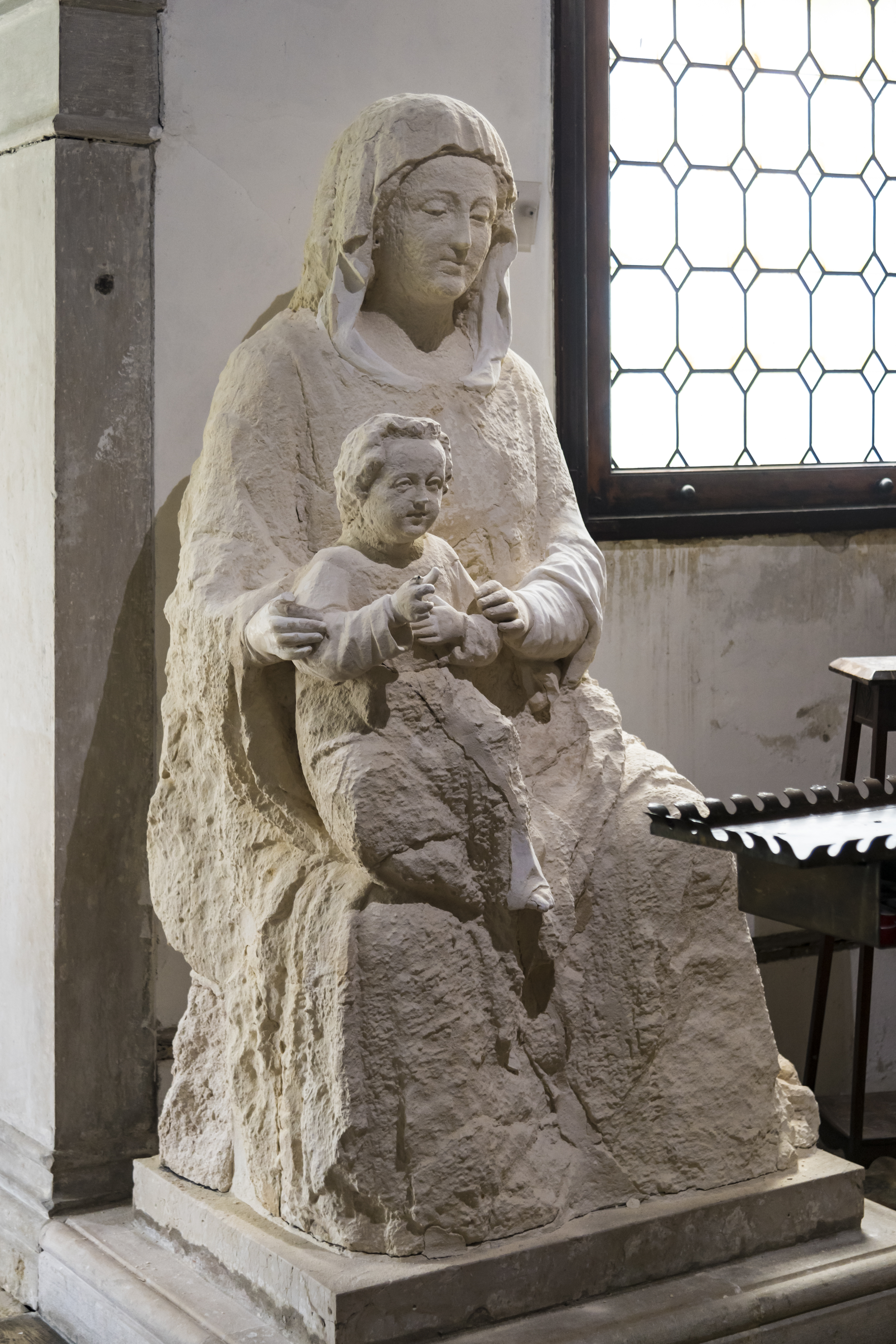
Posąg Madonny dell’Orto

Wnętrze jest podzielone na trzy nawy przez 10 kolumn z marmuru greckiego, podtrzymujących drewniany strop. Korpus nawowy uzupełnia prezbiterium, zamknięte wieloboczną apsydą. Po obu stronach naw bocznych znajdują się 3 kaplice.

### Prezbiterium i apsyda
Na ścianach prezbiterium wiszą dwa wielkich rozmiarów (5,8 × 14,5 m) płótna Jacopa Tintoretta, Sąd Ostateczny (na prawej) i Adoracja Złotego Cielca (na lewej). Oba malowidła cechują śmiałe skróty i efekty plastyczne, osiągnięte przez odpowiednie operowanie światłem. Kolejne jego obrazy znajdują się na sklepieniu apsydy: Cztery cnoty kardynalne: Sprawiedliwość i Umiarkowanie (2,4 × 4,5 m) oraz Cztery cnoty kardynalne: Roztropność i Męstwo (2,4 × 4,5 m). Przedziela je Wiara Pietra Ricchiego.

#### Ołtarz główny
W ołtarzu głównym znajduje się Zwiastowanie Palmy młodszego, należące do jego najbardziej bardziej oryginalnych płócien.  Obraz został namalowany w latach 1595–1606 dla kościoła Santa Maria Nuova w Vicenzy. Flankują go dwa obrazy Jacopa Tintoretta – po lewej stronie Wizja krzyża św. Piotra (1550–1553, wymiary: 2,4 × 4,2 m), natomiast na prawej – Ścięcie św. Pawła (1550–1553, wymiary: 2,4 × 4,3 m).

### Grobowiec Tintoretta
W kaplicy po prawej stronie prezbiterium znajduje się grobowiec Tintoretta, który w 1547 roku przeniósł się z okolic San Cassiano do leżącego w pobliżu Fondamenta dei Mori. W tym samym roku kościół Madonna dell’Orto stał się kościołem parafialnym jego oraz jego rodziny. Prochy artysty pochowano tu w XIX wieku wraz z prochami żony i 8 innych członków rodziny, w tym córki Marietty i syna Domenica, którzy również byli malarzami. W kaplicy umieszczono kamień pamiątkowy.

### Nawa prawa

#### Pierwsza kaplica
W pierwszej kaplicy po prawej stronie nad ołtarzem wisi obraz Cimy da Conegliano Święty Jan Chrzciciel ze Świętymi: Piotrem, Markiem, Hieronimem i Pawłem, namalowany w latach 1493–1495 i mieszczący się do dziś w swojej oryginalnej ramie. Obraz, zaliczający się do najlepszych prac tego artysty, odzyskał pełnię blasku po odrestaurowaniu go w 1999 roku. Nieopodal wisi obraz Tobiasz i anioł Tycjana.

#### Kaplica San Mauro
Obraz Poświęcenie Marii w świątyni, wiszący nad drzwiami kaplicy San Mauro, Jacopo Tintoretto namalował, aby prześcignąć wielkowymiarowy obraz Tycjana, który podjął ten sam temat; Tintoretto naśladował nawet charakterystyczną kolorystykę starszego artysty. Obraz Tycjana znajduje się obecnie w zbiorach Gallerie dell’Accademia. Cudami słynący posąg Madonny dell’Orto, w dużym stopniu odrestaurowany z użyciem gipsu, znajduje się w kaplicy San Mauro razem z 28 portretami weneckich świętych i błogosławionych, namalowanych przez różnych artystów w XVII wieku. Jest tu także współczesny portret św. Leonarda Murialda, założyciela Kongregacji św. Józefa, która od 1931 roku prowadzi kościół.

### Nawa lewa
W pierwszej kaplicy po lewej stronie widnieje kolorowa fotografia niewielkiego obrazu Giovanniego Belliniego Madonna z Dzieciątkiem z 1480 roku. Obraz został skradziony (po raz trzeci) z kościoła 1 marca 1993 roku, po tym jak w 1969 roku odzyskano go po jego wcześniejszej kradzieży.
Po lewej stronie kościoła dominują dzieła syna Jacopa Tintoretta, Domenica: Ojciec Przedwieczny w chwale, Narodzenie Jezusa i Aniołowie z kadzielnicami. Uwagę zwraca Ukrzyżowanie Palmy młodszego w kaplicy Morosini. Kolekcję obrazów tej części kościoła uzupełnia również kilka znaczących dzieł Mattea Ponzone, jak obraz Święci Jerzy, Hieronim i Tryfon, przywieziony tu z kościoła Kawalerów Maltańskich.
W kaplicy Contarini znajduje się kolejny obraz Jacopa Tintoretta, Święta Agnieszka wskrzesza Licyniusza, odznaczający się żywą kolorystyką i śmiałą kompozycją.

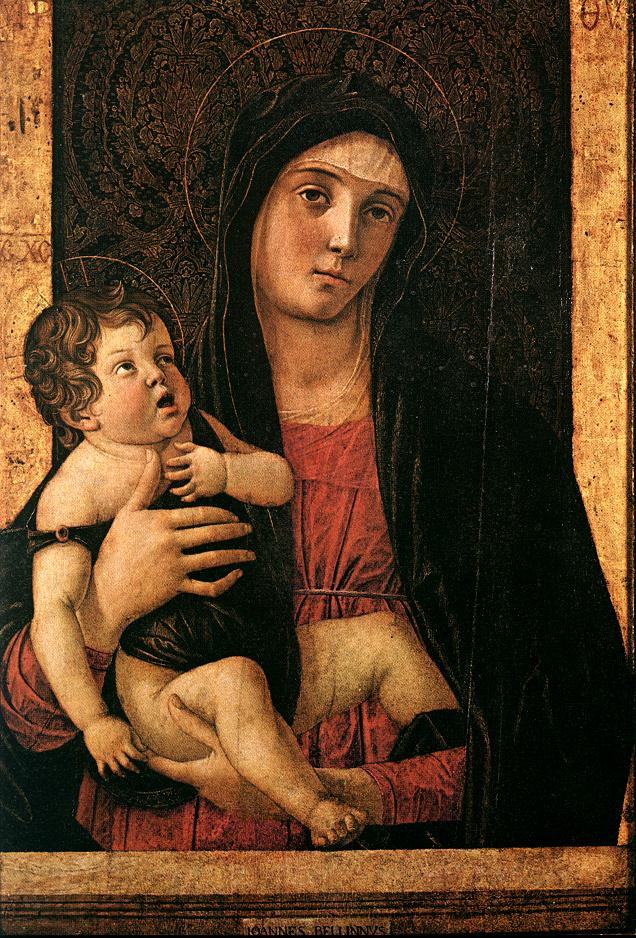
Giovanni Bellini, Madonna z Dzieciątkiem
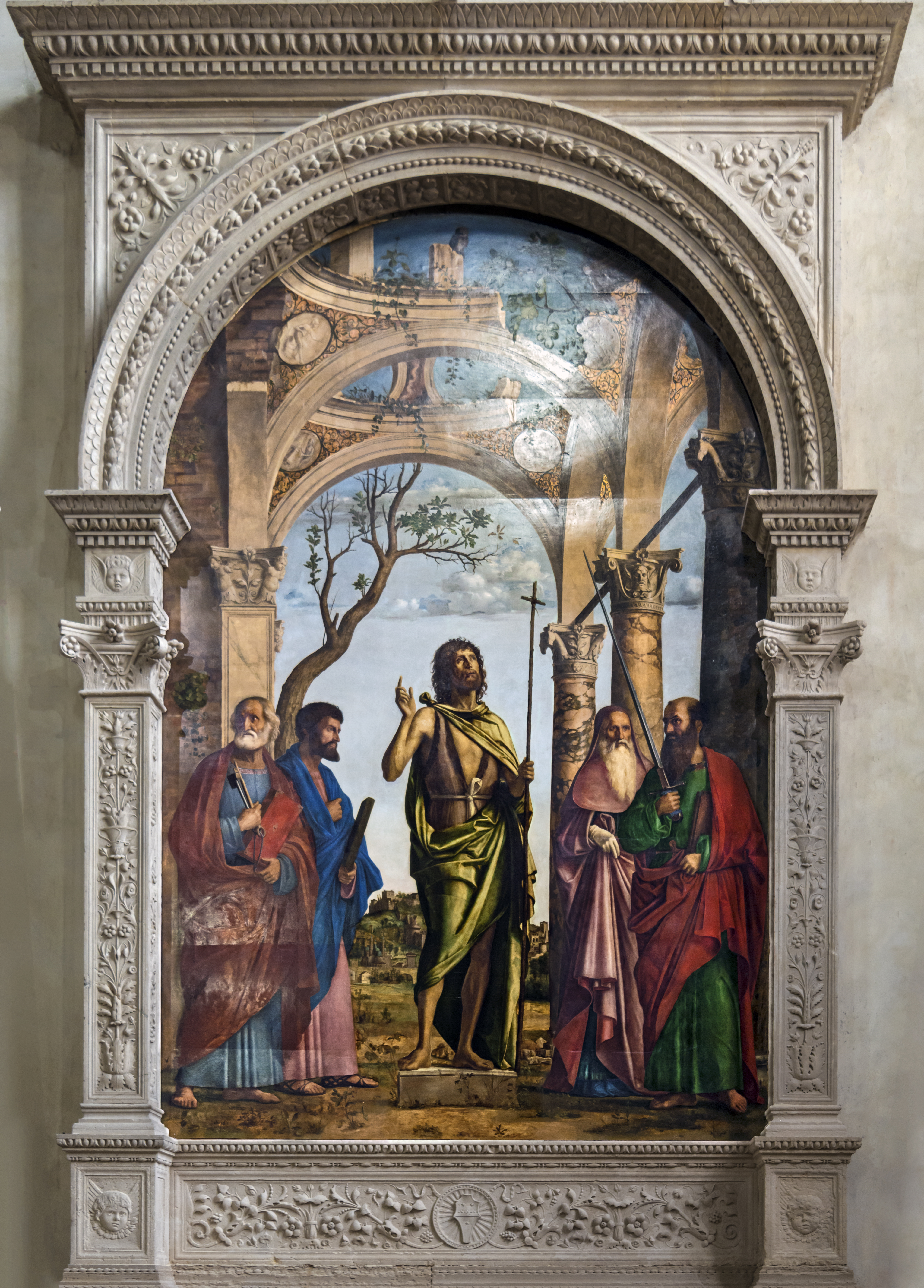
Cima da Conegliano, Święty Jan Chrzciciel ze Świętymi: Piotrem, Markiem, Hieronimem i Pawłem
Jacopo Tintoretto, Sąd Ostateczny
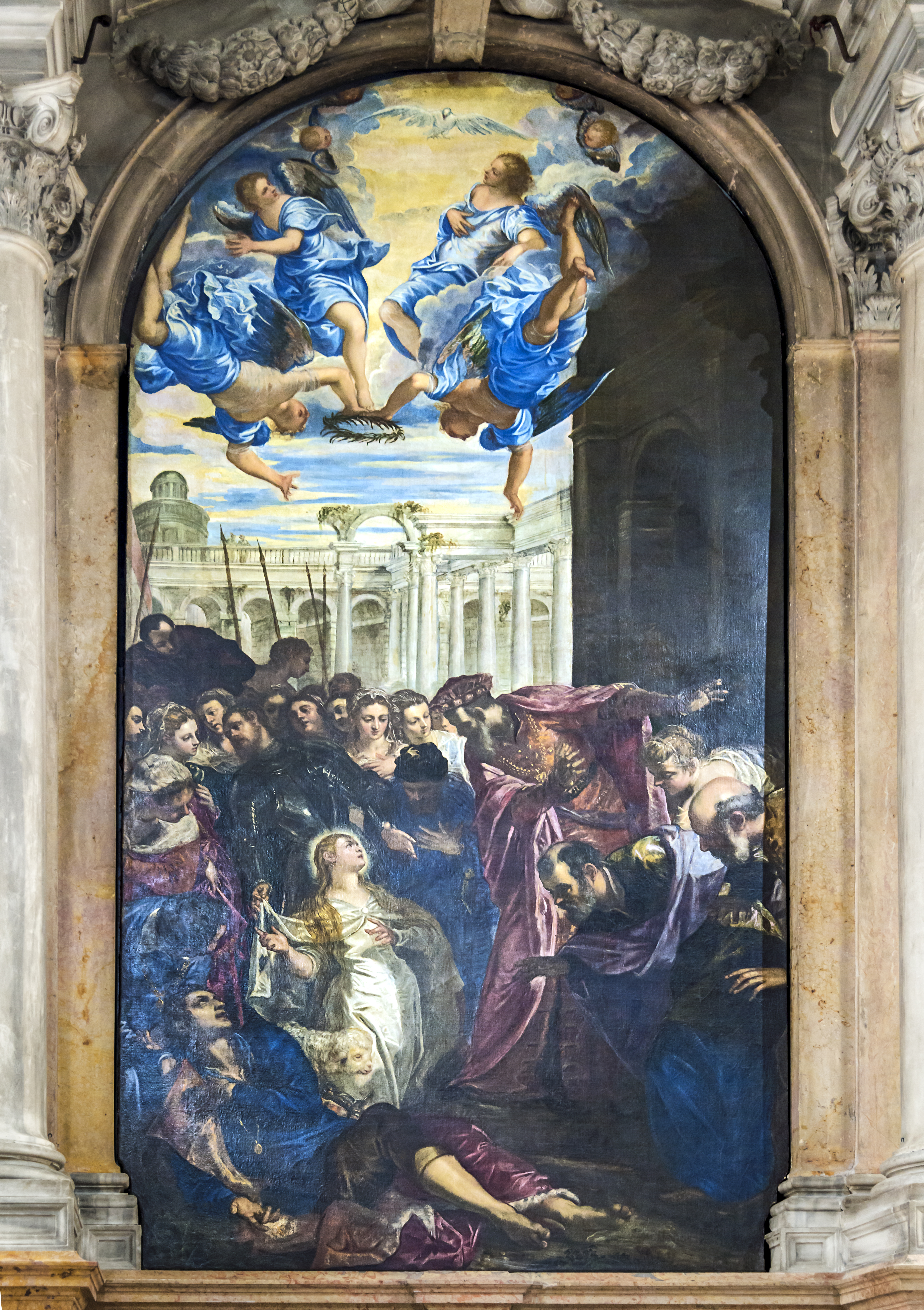
Jacopo Tintoretto, Święta Agnieszka wskrzesza Licyniusza
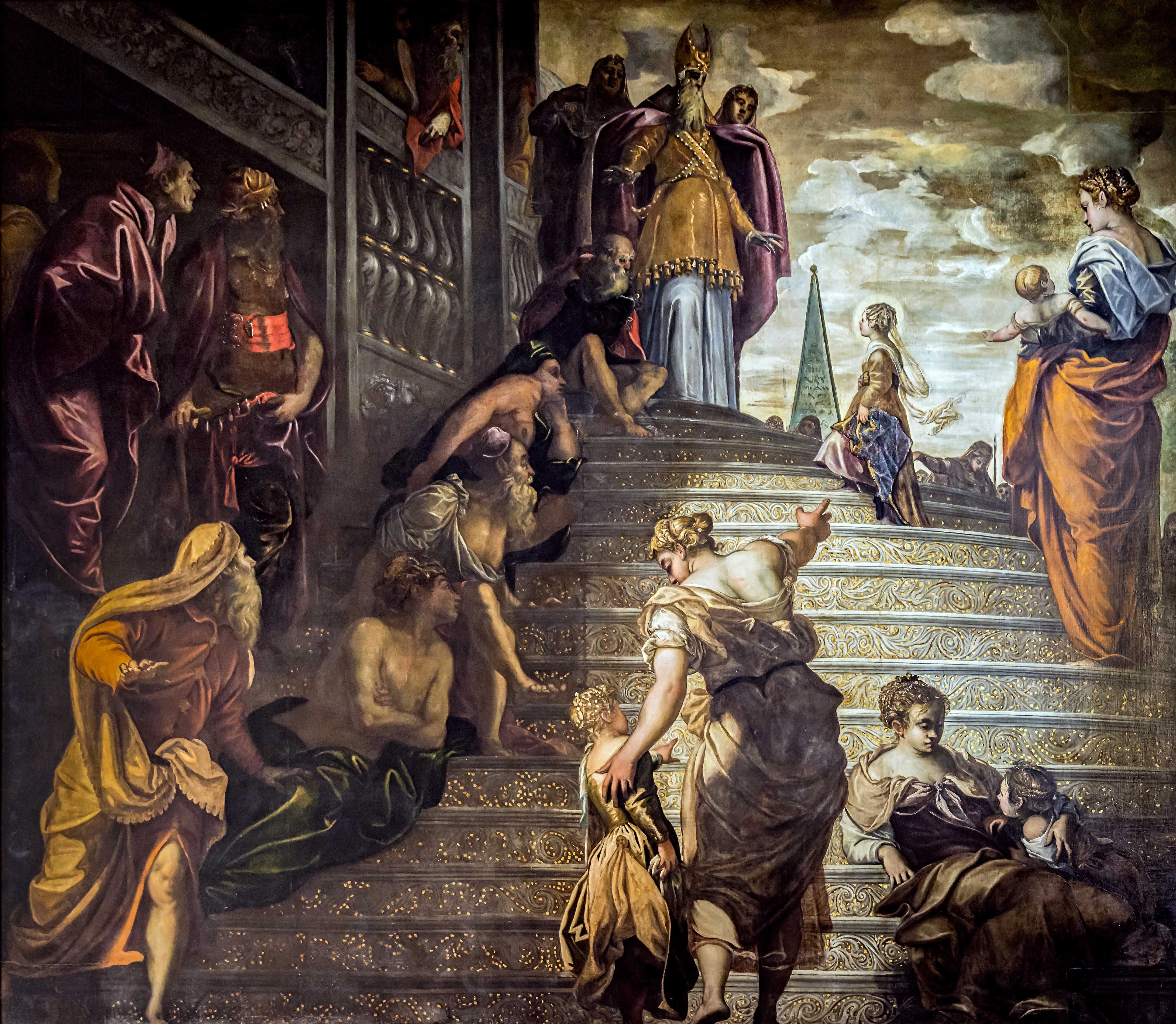
Jacopo Tintoretto, Poświęcenie Marii w świątyni